# Jurij Skała
Jurij Wasylowycz Skała, ukr. Юрій Васильович Скала, ros. Юрий Васильевич Скала, Jurij Wasiljewicz Skała (ur. 12 kwietnia 1965 w Białogrodzie nad Dniestrem, w obwodzie odeskim) – ukraiński piłkarz, grający na pozycji pomocnika, trener piłkarski.

## Kariera piłkarska
Wychowanek Szkoły Sportowej w Białogrodzie nad Dniestrem. Pierwszy trener Emanuił Steinberg. W wieku 15 lat razem z bratem bliźniakiem Ołeksijem pojechał do Kijowa, gdzie został przyjęty do Szkoły Zawodowej nr 29, na bazie której była organizowana reprezentacja Ukrainy "Trudowi Rezerwy". W 1982 razem z bratem rozpoczął karierę piłkarską w drużynie rezerw SKA Kijów. W 1984 został powołany do służby wojskowej, podczas której występował w drużynie rezerw SKA Odessa. W następnym roku został zaproszony do Czornomorca Odessa, ale przez wysoką konkurencję nie potrafił przebić się do pierwszego składu i dlatego w 1986 odszedł do pobliskiego Tekstilshika Tyraspol. Następnie z bratem występował w klubach Nistru Kiszyniów, Nowator Żdanow, Neftianik Fergana, Fakieł Woroneż, Kəpəz Gəncə i Tighina-Apoel Bendery. W 1991 po raz pierwszy wyjechał z bratem do USA, gdzie krótko bronił barw klubu Chicago Eagles. Po powrocie do ojczyzny w 1992 został piłkarzem Nywy Tarnopol, ale wkrótce przeniósł się do mołdawskiego Bugeac Komrat. Latem 1992 wyjechał z bratem do Rumunii, gdzie przez pół roku bronił barw Selena Bacău. Na początku następnego roku powrócił do Bugeac Komrat. W 1994 po raz pierwszy grali z bratem w różnych klubach. Ołeksij po 2 rozegranych meczach w ukraińskiej Zorii Chorostków ponownie wyjechał do USA w ramach programu wymiany doświadczenia piłkarskiego, gdzie grał w Los Angeles Dynamo, a Jurij podpisał kontrakt z rosyjską Ładą Togliatti. Latem tamtego że roku wrócił do Ukrainy, gdzie od sierpnia najpierw grał w klubie Łada Czerniowce, a w październiku 1994 zasilił skład Zoria-MAŁS Ługańsk. Dopiero latem 1995 roku ponownie spotkali się z bratem w mołdawskim Constructorul Kiszyniów, w którym zakończył karierę piłkarza. Jesienią 1998 występował jeszcze w Bukowynie Czerniowce.

## Kariera trenerska
Po zakończeniu kariery piłkarza rozpoczął pracę szkoleniowca. W 2001 razem z bratem wygrał w loterii wizowej i uzyskał Zieloną Kartę. Najpierw jako grający trener pomagał trenować Chicago Eagles. Potem razem z bratem prowadził takie kluby jak Los Angeles Dynamo, Oklahoma Eagles i Chicago Maroons. Pod jego kierownictwem kluby nie raz zdobywały mistrzostwo USA wśród półprofesjonalistów.